# Episodi di Fast Forward (quinta stagione)
La quinta stagione della serie televisiva Fast Forward è stata trasmessa sul canale austriaco ORF eins dal 13 marzo al 22 maggio 2017.
Tutte le serie di Fast Forward sono visibili in Italia su Rai Play
In Italia, la stagione è andata in onda dal 1º al 29 giugno 2019 su Giallo.
| nº | Titolo originale    | Titolo italiano             | Prima TV Austria | Prima TV Italia |
| -- | ------------------- | --------------------------- | ---------------- | --------------- |
| 1  | Alice Leutgeb       | Il caso Alice Leutgeb       | 13 marzo 2017    | 1º giugno 2019  |
| 2  | Simon Gehbauer      | Il caso Simon Gehbauer      | 20 marzo 2017    | 1º giugno 2019  |
| 3  | Traian Voronin      | Il caso Traian Voronin      | 27 marzo 2017    | 8 giugno 2019   |
| 4  | Gudrun Schatzinger  | Il caso Gudrun Schatzinger  | 3 aprile 2017    | 8 giugno 2019   |
| 5  | Carlo Michalek      | Il caso Carlo Michalek      | 10 aprile 2017   | 15 giugno 2019  |
| 6  | Dr. Knut Holm       | Il caso Knut Holm           | 24 aprile 2017   | 15 giugno 2019  |
| 7  | Dennis Maida        | Il caso Dennis Maida        | 1º maggio 2017   | 22 giugno 2019  |
| 8  | Viktor Urbach       | Il caso Viktor Urbach       | 8 maggio 2017    | 22 giugno 2019  |
| 9  | Wolf Brennersdorfer | Il caso Wolf Brennersdorfer | 15 maggio 2017   | 29 giugno 2019  |
| 10 | Alan Richter        | Il caso Alan Richter        | 22 maggio 2017   | 29 giugno 2019  |